# ベンジン

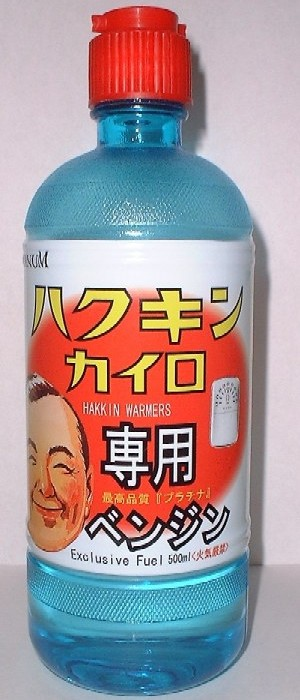
カイロ用のベンジン

ベンジン（benzine）は、原油から分留精製した揮発性の高い可燃性の液体であり、主として炭素数5 - 10のアルカン（飽和炭化水素）からなる混合物である。リグロイン（ligroin）、揮発油（きはつゆ）、ナフサ（naphtha）、ガソリン （gasoline）、石油エーテル（せきゆエーテル、petroleum ether）などとも呼ばれるが、用語の使い分けは添加剤や用途、地域によって著しく異なっている。日本では概ね、分留で得られる半製品をナフサ、燃料用途のナフサをホワイトガソリン、内燃機関用にナフサを接触改質しオクタン価を調整した物をガソリン、軽質ナフサから作られ懐炉や溶剤などに用いられる物をベンジンと呼ぶ慣行がある。

## 概要
ベンジンは非極性溶媒であり水には不溶だが、エタノールやジエチルエーテルなどと自由に混ざり合う。揮発性が高く、引火しやすい。低沸点留分であるナフサを、濃硫酸で処理し、アルカリで中和後水で洗浄、脱水したのち蒸留によって精製する。

## 名称
国によって、ベンジンという言葉が指す物は異なる。独: Benzin・蘭: benzine・伊: benzinaには、「ベンジン」の他に「ガソリン」の意味がある。英語などではbenzineに対しgasoline・gasなど、「ガソリン」を意味する別の語がある（仏: benzine-essence、西: bencina-gasolina）。アメリカ合衆国とイギリスでは、用語としてベンジンを用いることはなく、代わりにナフサという用語を用いる。

## 日本産業規格
本節では日本工業規格 (JIS) に規定のあるベンジン類について、規格ごとに解説する。いずれも消防法上はガソリンに該当し、危険物第4類・第1石油類・危険等級IIとして取り扱われる。また労働安全衛生法・有機溶剤中毒予防規則における第3種有機溶剤となっている。
|                   | 工業ガソリン1号 | 石油エーテル | 石油ベンジン | リグロイン |
| ----------------- | --------------- | ------------ | ------------ | ---------- |
| JIS               | K 2201          | K 8593       | K 8594       | K 8937     |
| 留分 (°C)         | 30-150          | 30-60        | 50-80        | 80-110     |
| 密度 (g/mL, 20°C) | 0.668-0.764     | 0.62-0.66    | 0.64-0.74    | 0.68-0.75  |

### 工業ガソリン1号
一般に「ベンジン」と呼ばれているのは、JIS K 2201:1991に規定されている工業ガソリン1号である。染み抜きなどの溶剤や機械の洗浄などに使われる。また、ハクキンカイロなどの懐炉の燃料として利用されることもある。
一般に市販されているベンジンには懐炉用としみ抜き用とが有るが、しみ抜き用のものは懐炉には使用できない。（洗剤成分が含まれている事があるため）逆に懐炉用はしみ抜き、シール剥がしにも使用できる。
なお工業ガソリン2号（ゴム揮発油）はゴム工業用、3号（大豆揮発油）は植物油の抽出用に調製されたもので、物理的性状はベンジンと大差ない。4号、5号は本節でいうベンジンより揮発性が低く、性状はむしろ灯油に近い。

### 石油エーテル
化学実験に用いる石油エーテルは、試薬としてJIS K 8594:1996に規定されている。日本薬局方にも定義がある。CAS登録番号8032-32-4。名称に「エーテル」を含んでいるがエーテル結合を持たず、有機化学でいうエーテルとはまったく別のものである。炭素数は5 - 6が主で、ペンタンのほか、イソペンタン、ヘキサンなどの混合物である。
クロマトグラフィーの展開溶媒として利用されるが、日本では精製度が高く安価に入手できるヘキサンを利用する場合が多い。

### 石油ベンジン
試薬としてのベンジンは、JIS K 8594に規定されている。炭素数は6 - 7が主で、ヘキサンやイソヘキサンなどの混合物である。CAS登録番号8030-30-6。

### リグロイン
リグロインは試薬としてJIS K 8937に規定されている。主に炭素数7 - 8の炭化水素の混合物で、ベンジン類の中では揮発性が低い。